# شلبی داکوتا
شلبی داکوتا (Shelby Dakota) خودرویی است که در سال‌های ۱۹۸۹تولید شده‌است. طراحی آن خودروهای موتور جلو-محور عقب بوده است. سیستم جعبه‌دندهٔ آن ۴ دنده به صورت خودکار است.